# 王秀峰 (1958年)
王秀峰（1958年11月—），汉族，山西五台人，中国共产党党员。中华人民共和国政治人物、第十三届全国人民代表大会上海市代表。

## 生平
2018年，王秀峰被选为上海市出席第十三届全国人民代表大会代表。